# Dirck Volckertszoon Coornhert

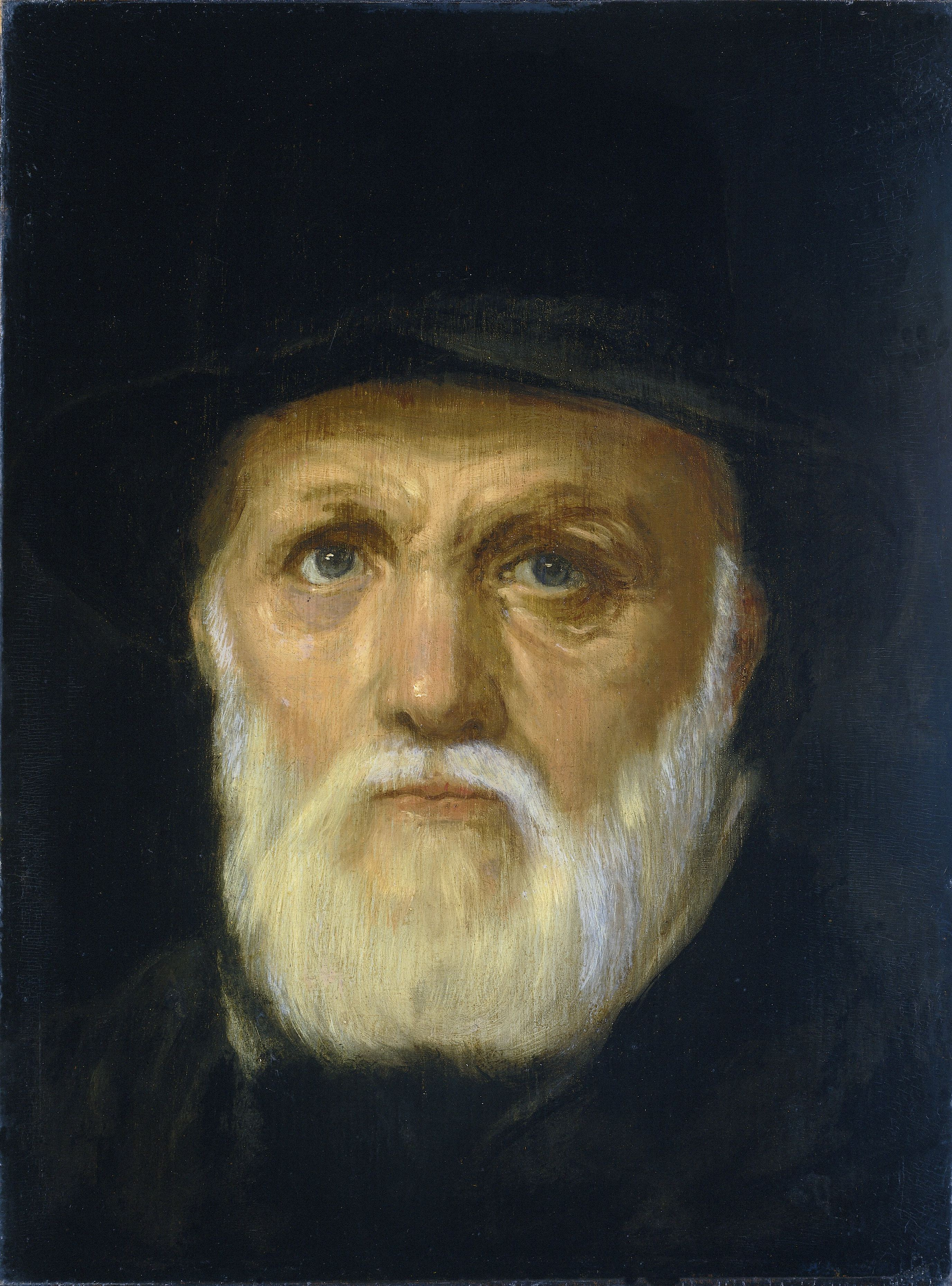
Dirck Volckertszoon Coornhert, portret pędzla Cornelisa van Haarlema

Dirck Volckertszoon Coornhert (ur. 1522 w Amsterdamie, zm. 29 października 1590 w Goudzie) – holenderski grawer, pisarz, poeta, filozof, tłumacz, polityk i teolog, przeciwnik nietolerancji religijnej i dogmatyzmu.
Pracował początkowo jako grawer, jego uczniem był Hendrik Goltzius. W 1572 został sekretarzem Stanów Generalnych, ze względu na poglądy religijne, (był zwolennikiem głębokiej reformy wyznań chrześcijańskich), wiele lat przebywał na emigracji. Tłumaczył dzieła klasyków, Homera, Cycerona, Boccaccia, uważany jest za jednego z prekursorów nowoczesnej prozy holenderskiej. Napisał w 1586 pierwszy w Europie traktat w języku narodowym o etyce świeckiej Zedekunst dat is Wellevenskunste (Sztuka dobrego życia).